# 디옵터
디옵터(dioptre, diopter)는 렌즈나 만곡형 거울의 굴절력을 측정하는 단위로서, 미터로 측정된 초점거리의 역수와 동등하다. (즉, 1/미터) 1 디옵터의 렌즈를 초점거리가 1 미터인 것으로 간주하며, 3 디옵터 렌즈는 입사된 병렬 광선을 1⁄3 미터 지점에 초점을 맞춘다. 이러한 용례는 요하네스 케플러가 dioptrice라는 용어를 초기에 사용한 것을 기초로 하여 1872년 프랑스의 안과의사 Ferdinand Monoyer가 제안하였다.

## 시력과의 관계
대략적인 디옵터와 시력과의 관계는 다음과 같다.
| 피트   | 10진  | 디옵터 |
| ------ | ----- | ------ |
| 20/500 | 0.025 | -6.00  |
| 20/400 | 0.05  | -5.00  |
| 20/300 | 0.10  | -4.00  |
| 20/150 | 0.125 | -3.00  |
| 20/80  | 0.25  | -2.00  |
| 20/40  | 0.50  | -1.00  |
| 20/20  | 1.00  | 0      |

## 같이 보기
- 렌즈 클럭

## 참고 문헌
1. ↑  Monoyer, F. (1872). “Sur l'introduction du système métrique dans le numérotage des verres de lunettes et sur le choix d'une unité de réfraction”. 《Annales d'Oculistiques》 (프랑스어) (Paris) 68: 101.
2. ↑  Thomas, C. “Monoyer, Ferdinand”. 《La médecine à Nancy depuis 1872》 (프랑스어). 2012년 3월 23일에 원본 문서에서 보존된 문서. 2011년 4월 26일에 확인함.
3. ↑  Colenbrander, August. “Measuring Vision and Vision Loss” (PDF). Smith-Kettlewell Institute. 2014년 12월 4일에 원본 문서 (PDF)에서 보존된 문서. 2009년 7월 10일에 확인함.
4. ↑  “What is 20/20 Vision? How to Convert Diopters to a 20/20 Measure”. 2015년 6월 18일에 확인함.

- Greivenkamp, John E (2004). 《Field Guide to Geometrical Optics》. SPIE Field Guides vol. FG01. Bellingham, Wash: SPIE. ISBN 978-0-8194-5294-8. OCLC 53896720.
- Hecht, Eugene; Alfred, Zając (1987). 《Optics》 2판. Reading, Mass: Addison–Wesley. ISBN 978-0-201-11609-0. OCLC 13761389.